# Nicat Rəhimov
Nicat Əli oğlu Rəhimov (ur. 13 sierpnia 1993 w Baku) – kazachski sztangista, złoty medalista olimpijski.
Jest z pochodzenia Azerbejdżaninem i reprezentował barwy tego kraju. Zdobył złoto igrzysk olimpijskich młodzieży w 2010 i srebro mistrzostw świata juniorów w 2013. W 2016 sięgnął po złoto igrzysk w wadze do 77 kilogramów i pobił rekord świata. W 2015 zdobył złoto w tej kategorii na mistrzostwach świata w Houston. W 2013 zdobył złoty medal mistrzostw Azji. W 2013 został zawieszony na dwa lata za stosowanie dopingu, kara zakończyła się 19 czerwca 2015. Podczas igrzysk olimpijskich w Rio de Janeiro w 2016 roku zdobył złoto, wyprzedzając Chińczyka Lü Xiaojuna i Mohameda Ihaba z Egiptu.